# Paraje Viejo
Paraje Viejo är en ort i Mexiko.   Den ligger i kommunen Santa María Yucuhiti och delstaten Oaxaca, i den sydöstra delen av landet, 300 km sydost om huvudstaden Mexico City. Paraje Viejo ligger 1 627 meter över havet och antalet invånare är 101.
Terrängen runt Paraje Viejo är bergig åt sydost, men åt nordväst är den kuperad. Runt Paraje Viejo är det ganska glesbefolkat, med 39 invånare per kvadratkilometer. Närmaste större samhälle är Putla Villa de Guerrero, 12,4 km väster om Paraje Viejo. I omgivningarna runt Paraje Viejo växer i huvudsak städsegrön lövskog.